# Keikogi

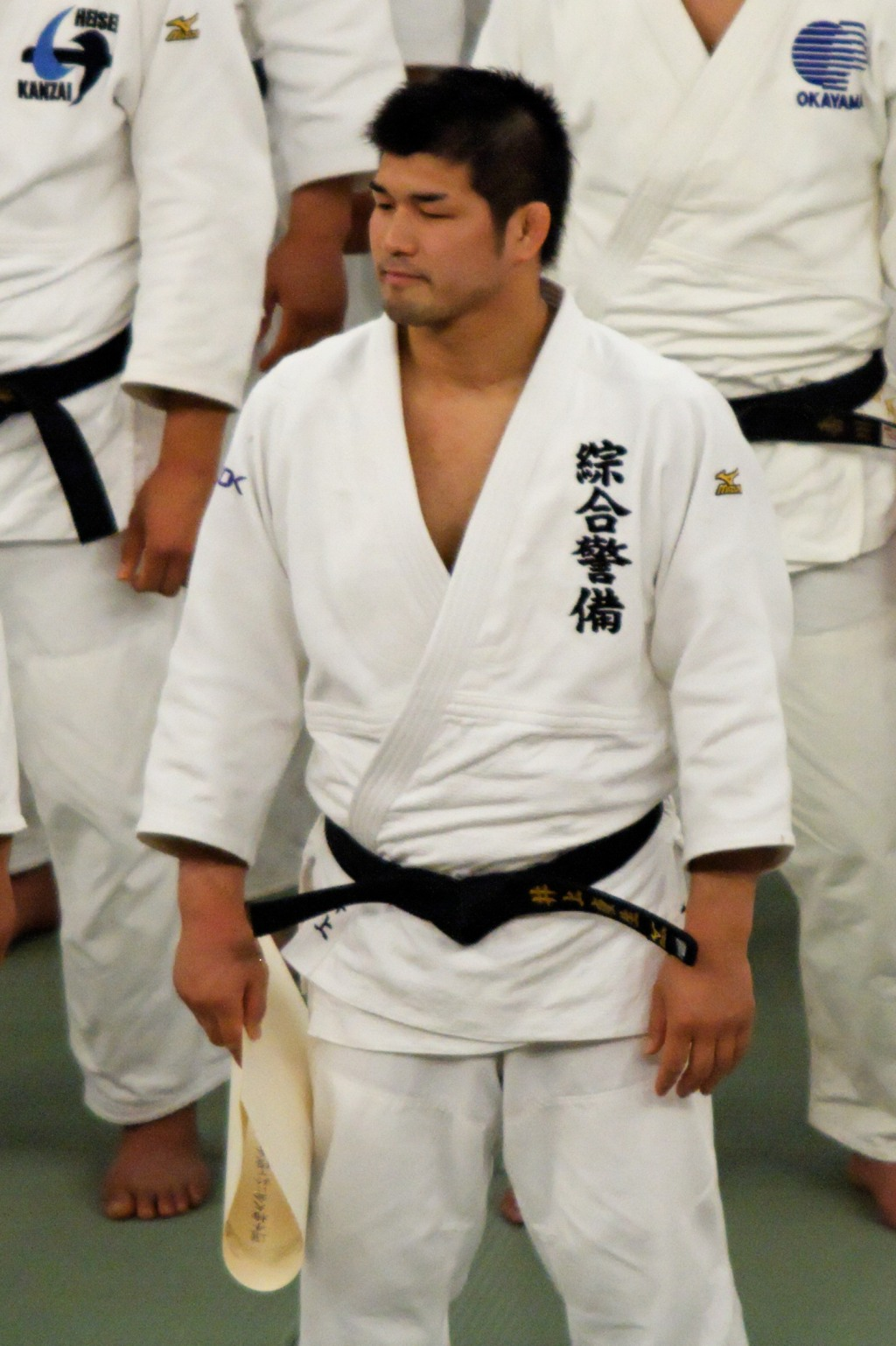
Ein Budōka im traditionellen weißen Keikogi.

Noto Color Emoji eines Keikogi. In Unicode ist es im Block Zusätzliche piktografische Symbole enthalten, als U+1F94B MARTIAL ARTS UNIFORM.

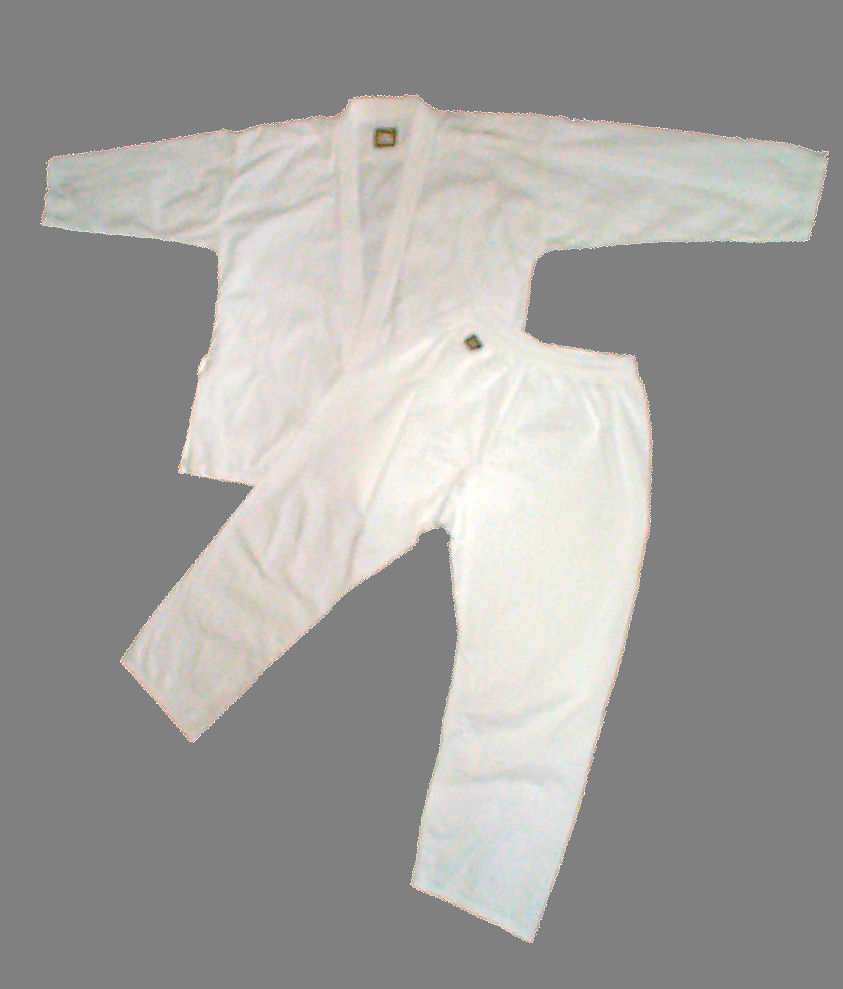
Keikogi ohne Obi

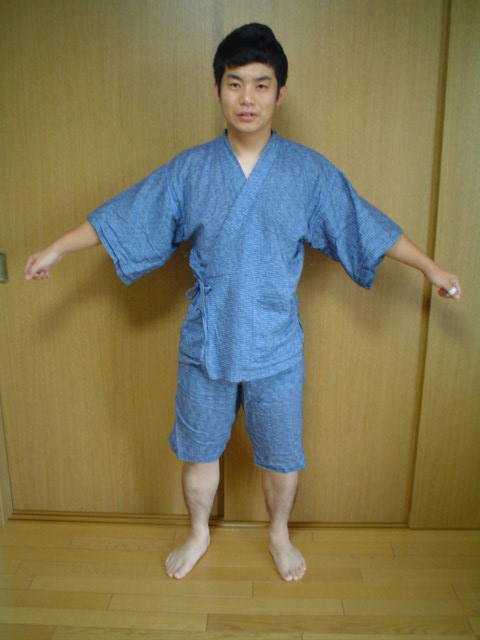
Der dem Keikogi ähnliche japanische Hausanzug Jimbei

Keikogi (jap. 稽古着 /⁠kɛɪkogi⁠/ oder /⁠keːkogi⁠/) ist der japanische Ausdruck für einen Trainingsanzug. Im internationalen Verständnis wird er im Gegensatz zur japanischen Ursprungsbedeutung ausschließlich für die traditionelle Bekleidung in den japanischen Kampfkünsten (Budō) verwendet. Die in Japan gebräuchliche Bezeichnung für diese Unterart des Trainingsanzugs ist Dōgi (道着, /⁠doːgi⁠/). Auch trifft man international sehr häufig Bezeichnungen an, die sich aus der praktizierten Kampfkunst plus der Silbe -gi zusammensetzen, wie zum Beispiel Aikidōgi, Judogi oder Karategi. Die häufig verwendete Kurzform Gi ist ebenfalls sehr verbreitet, würde jedoch in Japan so nicht unbedingt verstanden. Vergleichbare Kleidungsstücke findet man in Japan heute als traditionelle Hausanzüge Jimbei.

## Klassische Grundform
Keikogi bestehen in der Regel aus einer Jacke (Uwagi), einer Hose (Zubon) und einem Gürtel (Obi) und entwickelte sich aus einer traditionellen japanischen Unterbekleidung, die man unter einem Kimono trug. Schwere des Stoffes, Schnitt und Farbe dieser Bekleidung variieren stark zwischen den verschiedenen Disziplinen und deren speziellen Anforderungen. Die traditionelle Farbe ist weiß, doch sind auch schwarz und blau gängige Farben.
In einigen Disziplinen und Stilen wird über die Farbe des Keikogis und/oder des Gürtels die Graduierung bzw. der Entwicklungsstand der Übenden angezeigt.

## Stoffe
Der Stoff, aus dem Budōgi gefertigt werden, ist in der Regel reines Baumwollgewebe. Es gibt aber auch Anzüge mit unterschiedlichen Anteilen von Synthetikgewebe. 
Die Stoffstärken (Dicke des Baumwollgewebes) werden üblicherweise – auch in Europa – in Unzen pro Quadratyard (ounce per square yard; oz/sq yd; oz/yd²) angegeben, was einem Materialgewicht von 33,9 Gramm pro Quadratmeter (g/m²) entspricht. Die Materialstärken variieren zwischen ca. 8 oz und 16 oz (271 bis 542 g/m²).

## Keikogi in verschiedenen Kampfkünsten

### Judo
Judogi bestehen im Oberteil zumeist aus einem relativ grob gewebten, reißfesten und griffigen Material, da sie für fast alle Techniken das gesamte Körpergewicht des Trägers aushalten müssen. Die Stoffstärke liegt normalerweise bei mindestens 12 oz. Gebräuchliche Farben sind weiß und blau, letzteres insbesondere in Wettkämpfen zur besseren Unterscheidung der Kontrahenten. Weiß ist jedoch die klassische Farbe.
Eine Schnürung der Anzugjacke, wie sie für Karategi gebräuchlich ist, gibt es üblicherweise nicht, da diese sehr leicht ausreißen würde.
Eine zusätzliche Besonderheit der Hose ist, dass für den Bereich der Knie meistens zusätzliche Stoffschichten eingenäht sind, um der erhöhten Abnutzung im Bodenkampf gerecht zu werden.
Die Graduierung des Judoka wird über die Gürtelfarben angezeigt. Eingeführt wurde dieses System von Kanō Jigorō.
Bei Wettkämpfen gibt es spezifische Vorschriften, die international vereinheitlicht sind. So müssen die Jackenrevers links über rechts geschlagen werden. Der Anzug muss bis zu den Oberschenkeln getragen werden und die Ärmel dürfen maximal 5 cm oberhalb des Handgelenks enden. Zur Feststellung des ordnungsgemäßen Judogi gibt es das Sokuteiki (Ein Messgerät). Für weibliche Judoka ist das tragen eines Weißen T-Shirts gestattet. Ein nicht ordnungsgemäßer Judogi kann zum Verlieren des Kampfes führen. Dies nennt sich dann „Fusen-Gachi“ oder „Kiken-Gachi“, wenn der Verstoß erst während des Kampfes auffällt. An designierten Flächen auf Schulter und Brust dürfen Werbung und Logos angebracht werden. Auf dem Rücken ist eine Rückennummer vorgesehen, welche den Namen des Judoka beinhaltet.
Zu Wettkämpfen wird der Judogi oftmals extra gestärkt und gebügelt. Der Stoff wird dabei in Einzelfällen so steif, dass sich das Oberteil „hinstellen“ lässt. Dies soll vermeiden, dass der Kontrahent einfach in den blanken Anzug greifen kann (z. B. am Rücken) und gezwungen ist, seine Griffe eher am Revers oder den Ärmeln anzubringen.

### Aikidō
Der Aikidōgi ähnelt sehr einem Jūdōgi; dies ergibt sich in erster Linie aus der Verwandtschaft zum Daitō-ryū Aiki-jūjutsu. Einheitliche Aikidōgi wurden erst durch einzelne Hersteller in Japan entwickelt. Oft werden beim Aikidō auch Judogi getragen; dies begründet sich aus dem hohen Angebot dieser Anzüge auf dem Kampfsportartikelmarkt. Das Oberteil ist wie beim Judogi aus einem relativ grob gewebten und reißfesten Material, welches jedoch unterhalb der 12oz. bleibt. Diese Stoffstärke ist dem Tragekomfort und dem Zweck dienlicher. (Das Greifen nach der Jacke wird beim Aikidō nicht so oft erforderlich.) Die Ärmel sind wie beim Kendo etwas kürzer, da es keine Wettkampfvorgaben gibt und längere Ärmel beim Waffentraining stören können. Die Hosen sind, da unter einem Hakama getragen, etwas dünner. Die Bereiche an den Knien sind jedoch verstärkt, da auch viele Bewegungen im Knien (Suwariwaza) durchgeführt werden. Der Hosenbund wird üblicherweise geschnürt. Bei original japanischer Herstellung der Anzüge wird auch die Jacke der Frauen mit seitlicher Schnürung gefertigt. Weiß ist die klassische Farbe der Anzüge.

### Karate
Der Karategi ähnelt wie auch der Aikidōgi sehr einem Judogi, was einerseits auf deren gemeinsamen Ursprung in der japanischen Unterbekleidung beruht und zum anderen durch den Austausch zwischen Funakoshi Gichin und Kanō Jigorō beeinflusst sein kann, wobei aber die eindeutige Übernahme vom Judo ins Karate nicht mehr belegbar ist. Einheitliche Karateanzüge und das Graduierungssystem, durch Gürtelfarben gekennzeichnet, wurden erst durch Funakoshi Gichin eingeführt. Davor war Karate (bzw. das Okinawa-Te) in robuster Alltagskleidung trainiert worden. Ein Karategi ist üblicherweise weiter geschnitten als ein Judogi und meist aus weniger starkem Stoff gefertigt.
Ein Karategi besteht üblicherweise aus einer Hose mit Schnürbund (seltener auch mit Elastikbund) und einer Anzugjacke mit seitlicher Schnürung. Die Farbe der Karategi ist traditionellerweise weiß. In einigen Stilrichtungen oder Verbänden werden jedoch auch schwarze Anzüge getragen. Auch die Kombination weiße Hose mit schwarzer Jacke kommt vor, wenn auch nur selten. Unter dem Karateanzug wird bei Männern nur die Unterhose getragen, bei Frauen auch Unterhemd/T-Shirt/Sport-BH. Karate wird barfuß trainiert.
Je nach Stil und persönlicher Vorliebe sind mindestens 10 oz (340 g/m²) Materialstärke zu empfehlen. Karategi aus dünnem Stoff (billiger, zumeist von Anfängern getragen, werden gelegentlich als „papierdünne Karategi“ bezeichnet) haben neben geringerer Reißfestigkeit und Dauerhaftigkeit (bei häufigem Waschen) die unangenehme Eigenschaft, während des Trainings stellenweise vom Körperschweiß durchnässt zu werden und an der Haut festzukleben, was nicht nur unangenehm ist, sondern auch die Bewegungsfreiheit einschränkt. Karategi besserer Qualität werden aus mindestens 10 oz Baumwollgewebe gefertigt, sind widerstandsfähiger und führen auch den Körperschweiß besser ab.
Erfahrene Karateka bevorzugen häufig Anzüge aus noch stärkerem Stoff, mindestens 12 bis 14 oz (405 bis 475 g/m²). Paradoxerweise fühlt man sich in der Regel in einem Karategi aus dickem Stoff besser gekühlt als in einem aus zu dünnem Stoff. Das liegt daran, dass Karateanzüge aus dickem Gewebe den Schweiß besser aufnehmen und verteilen und der Kühlungseffekt durch Verdunstung stärker und großflächiger auftritt. Zudem ist die Luftzirkulation im Inneren des Anzugs – zwischen Anzug und Haut – während der Bewegungen besser gewährleist.
Selten erwähnt, doch unter Umständen relevant für den Träger, besonders in Wettbewerben, ist das bessere akustische Feedback von Karategi aus starkem Gewebe: der „Peitschenknall“ am Kulminationspunkt bei schnellen, korrekt ausgeführten Karate-Techniken.

#### Varianten
Alle Karategi sind im Wesentlichen im gleichen Grundschnitt gefertigt. Es gibt jedoch Unterschiede je nach Karatestil und Anwendung (Kata oder Kumite). Die Unterschiede beschränken sich hauptsächlich auf die Länge/Weite der Ärmel und Hosenbeine und die Länge des „Rocks“ (Teil der Jacke unterhalb der Gürtellinie des Uwagi). Karategi im Kata-Schnitt unterscheiden sich von ihren Gegenstücken im Kumite-Schnitt dadurch, dass sie kürzere und gleichzeitig weitere Ärmel und Hosenbeine aufweisen, während der „Rock“ länger ist. Der Obi (Gürtel) wird im Karate oft mit länger herabhängenden Enden getragen als in anderen Kampfkünsten.

### Kendō
Die Trainingsjacken, die im Kendō verwendet werden, haben besonders kurze Ärmel, um den Übenden nicht beim Umgang mit der Waffe zu behindern. Der untere Rand ist relativ weit auf die Oberschenkel heruntergezogen, da unter dem Hakama keine Hose getragen wird. Die Jacke wird mit zwei Schleifen auf der Brust gebunden. Mit Abstand am häufigsten ist die Farbe Indigoblau, wobei die Baumwolle bereits vor dem Weben mit Indigo gefärbt wird und später immer weiter Farbstoff verliert („ausblutet“) und dadurch stark auf die Haut und andere Textilien abfärben kann. Seltener werden weiße Uniformsets getragen. Das Material ist versteppt, oft mehrlagig und mit Innenfutter versehen, wodurch auch die Polsterwirkung bei fehlgegangenen Treffern verbessert ist. Höherwertige Modelle verfügen über eine zusätzliche Verstärkung im Schulter- und Nackenbereich, wo die Bindung des Dō anliegt. Bezüglich der Schwere des Baumwollstoffs gilt hier weiterhin das oben Gesagte: schwere Qualitäten erleichtern die Schweißabfuhr.

### Brazilian Jiu-Jitsu
Die Jacke eines Gi im Brazilian Jiu-Jitsu besteht aus sehr strapazierfähigem Material, da sie, ähnlich wie bei einem Judogi, oftmals das komplette Körpergewicht des Trägers aushalten muss. Hierbei wird auf verschiedene Gewebearten gesetzt. Die gebräuchlichsten sind die Gewebearten Single Weave, Double Weave, Golden Weave und Ripstop. Außerdem liegen BJJ-Gis sehr eng am Körper an, um dem Kontrahenten möglichst wenig Griffmöglichkeiten zu bieten.
Auch äußerlich gibt es einige Besonderheiten. So sind Jacke und Hose meist mit aufwändigen Stickereien und Aufnähern (sog. „Patches“) versehen, die den Namen des Teams, Vereins oder Herstellers darstellen können.

## Zusammenlegen

Schemazeichnung, rot die Faltlinien zum jeweils nächsten Schritt

Eine gebräuchliche, traditionelle Methode, ein Keikogi zusammenzulegen, sieht wie folgt aus:
1. die Jacke ausbreiten
2. die Hose in der Mitte falten und mittig auf die Jacke legen, der Bund der Hose dabei bündig mit dem Kragen der Jacke
3. die nach unten überragenden Teile der Hosenbeine an der Unterkante der Jacke nach oben schlagen
4. bündig mit der linken Kante der Hose die linke Hälfte der Jacke nach rechts umlegen
5. bündig mit der rechten Kante der Hose den überragenden Teil des Jackenärmels nach links zurückfalten
6. analog die rechte Jackenhälfte an der rechten Kante der Hose nach links falten
7. den überragenden Ärmel analog zu Nummer 5 nach rechts zurückfalten
8. den oberen Teil etwas unterhalb der waagerechten Hälfte der Ärmel nach unten klappen und etwas unterhalb der Gürtellinie den unteren Teil nach oben klappen
9. den Gürtel dreimal mittig gefaltet in die bleibende Vertiefung legen
10. noch einmal waagerecht und hälftig falten